# جاكلين شتورم
جاكلين شتورم (بالإنجليزية: Jacqueline Sturm)‏ هي أمينة مكتبة وكاتِبة وشاعرة نيوزيلندية، ولدت في 17 مايو 1927، وتوفيت في 30 ديسمبر 2009 في ويلينغتون في نيوزيلندا.

## وصلات خارجية
- جاكلين شتورم على موقع الموسوعة البريطانية (الإنجليزية)
- جاكلين شتورم على موقع ديسكوغز (الإنجليزية)